# Bricoman
Bricoman es una multinacional francesa especializada en la venta al por menor de artículos de construcción y reforma, así como artículos del equipamiento técnico para viviendas y locales. Pertenece al grupo Adeo, mismo grupo de empresas que Leroy Merlin y AKI Bricolaje.
Además de Francia, tiene presencia en Brasil, España, Italia y Polonia con las marcas locales de Obramax en Brasil, Tecnomat en Italia y Obramat en España.

## Tiendas

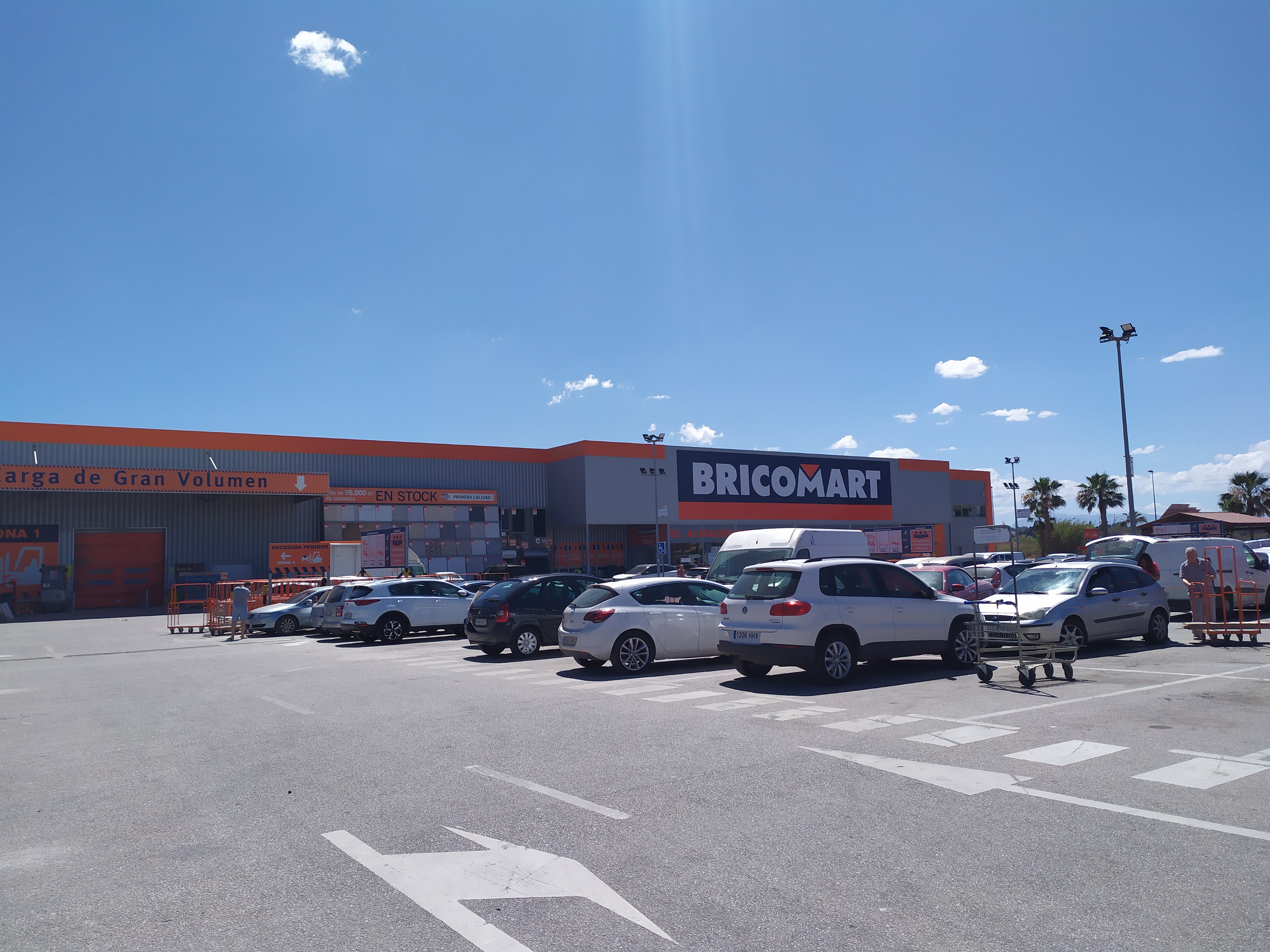
Bricomart en Málaga

Poseen 29 tiendas en Francia, 6 en Italia, 3 en Polonia y 33 en España, repartidas estas últimas a lo largo de las siguientes comunidades autónomas:
- Andalucía
  - Almería: Vícar
  - Málaga: Málaga
  - Sevilla: Alcalá de Guadaíra, Bormujos
- Aragón: Zaragoza
- Asturias: Siero
- Islas Baleares: Palma de Mallorca
- Canarias:
  - Las Palmas: Las Palmas de Gran Canaria
- Cantabria: Santander
- Castilla y León
  - Valladolid: Valladolid
  - Burgos: Burgos
  - Salamanca: Salamanca
- Cataluña
  - Barcelona: Tarrasa, Badalona, San Quirce del Vallés, Hospitalet de Llobregat, Sabadell
  - Lérida: Lérida
  - Tarragona: Tarragona
- Galicia
  - La Coruña: Santiago de Compostela
  - Lugo: Lugo
- Comunidad de Madrid: 
  - Leganés
  - Majadahonda
  - Rivas-Vaciamadrid
  - Usera
  - Alcorcón
  - Alcobendas
- Comunidad Valenciana
  - Castellón: Castellón
  - Valencia: Masanasa
  - Alicante: Finestrat, Alicante
- Región de Murcia: Murcia
- País Vasco
  - Vizcaya: Galdácano, Sestao